# 우디네역
우디네역(이탈리아어: Stazione di Udine)은 이탈리아 북동부의 프리울리베네치아줄리아 자치주에 자리한 우디네 시와 우디네 코무네를 전담하는 전철역이다. 1860년 7월 21일에 개업했으며, 베네치아, 트리에스테, 타르비시오, 체르비냐노, 치비달레행 노선이 각각 만나는 연락역이다.
현재 우디네 역은 레테 페로비아리아 이탈리아나 (RFI)가 운영하고 있다. 하지만 역사 내 상업구역은 첸토스타치오니가 관리한다. 우디네 역으로 향하고 출발하는 열차 운행은 트레니탈리아가 맡는다. 이들 회사는 모두 이탈리아의 국영 철도 기업인 페로비에 델로 스타토의 자회사이다.

## 위치
우디네 도심의 남부 끝자락에 있는 에우로파 우니타 대로 (Viale Europa Unita)에 위치해 있다.

## 역사
1860년 7월 21일 베네치아-우디네 선의 코르몬스-우디네 구간이 운행을 개시하면서 영업을 시작했다. 몇 달 지나지 않아 1860년 10월 3일에는 우디네-트리에스테 선의 코르몬스-우디네 구간이 개통되는 동시에 해당 노선의 종착역이 되었다.
첸토스타치오니가 운영을 맡은 2005년에는 우디네 역의 역사가 복구 및 보수를 거쳤다. 건설 공사는 중앙 홀의 현대화, 새로운 매표소와 정보 안내 센터의 건설에 초점을 맞췄다. 이와 더불어 상업적 이용을 위한 공간이 새로 만들어졌다.

## 특징

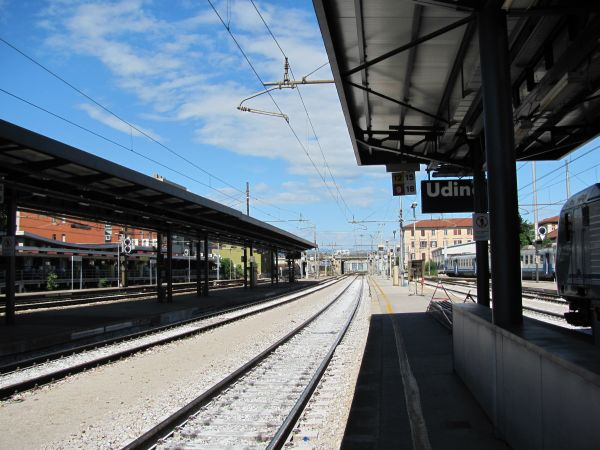
우디네 역의 승강장

우디네 역의 역사는 넓으며, 매표소와 두 곳의 신문 가판대, 바, 은행, 예배실, 약국, 가게, 유로스타 클럽, 철도경찰 본부 같은 여러 가지 서비스를 제공하고 있다. 또한 역내에는 트레니탈리아 사무실과 역 관리사무소가 있다. 한때는 군사령부 시설이 자리했던 적도 있었다.
역 구내에는 승객용 선로 7개가 갖추어져 있으며 (1번에서 8번까지 번호가 매겨져 있음), 화물 취급, 선로 변경, 마구, 보관 전용 선로가 몇 개 더 있다. 더불어 2번 선로는 승강장이 없다. 한편 2008년 12월 1일까지는 역내에 기관고와 작업장을 갖추고 있었다.

## 승객 및 교통
우디네 역을 이용하는 승객 수는 2010년 기준 연간 760만 명으로, 승객 수로 따졌을 때 프리울리베네치아줄리아 주에서 가장 붐비는 역이다.
우디네 역에는 여러 종착역으로 가는 각각의 열차가 정차하며 (아래 참고), 역 바로 밖의 광장에는 우디네행 전 버스 노선이 지나는 버스 정류장이 있다. 그보다 몇백 미터 떨어진 곳에는 버스 터미널이 있는데 시외로 가는 노선들의 종착지다. 역 앞에는 택시 정류장도 있다.

## 장거리 철도 노선
- 에우로스타 알타 벨로치타 프레치아르젠토 (EuroStar Alta Velocità FrecciArgento) - 볼로냐, 피렌체, 테르미니
- 에우로스타 시티 프레치아비안카 (EuroStar City FrecciaBianca) - 밀라노 첸트랄레
- 인터시티노테 (InterCityNotte) - 볼로냐, 피렌체, 로마, 나폴리
- 에우로나이트 (EuroNight) - 잘츠부르크, 빈
- 에우로나이트 (EuroNight, 기간제) - 빈, 볼로냐, 피렌체, 로마

## 역내 시설
우디네 역에는 다음과 같은 시설이 있다.
- 매표기
- 매표소
- 시내버스 종점
- 패스트푸드 바
- 스낵 및 음료 자판기
- 가판대
- 택시 정거장
- 화장실
- 환전소
- 지하 보행도
- 역 감시카메라
- 약국
- 예배실 (평일)
- 철도 경찰서

## 같이 보기
- 이탈리아 철도의 역사
- 프리울리베네치아줄리아 주의 철도역 목록
- 이탈리아의 철도
- 이탈리아의 철도역